# Гасанов, Ашраф Гасан оглы
Ашраф Гасан оглы Гасанов (азерб. Əşrəf Həsən oğlu Həsənov; 24 январь 1909, Нуха — 9 августа 1983, Баку) — дирижёр, педагог, Народный артист Азербайджанской ССР (1959 год), один из первых профессионально образованных азербайджанских дирижёров.

## Биография
Ашраф Гасанов родился 24 января 1909 года в Нухе, ныне Шеки.
С 1927 по 1932 годы обучался в оркестровом отделении Азербайджанской Государственной Консерватории.
С 1933 по 1938 годы — в отделении дирижёрства Московской Государственной Консерватории имени П. И. Чайковского.
С 1938 по 1950 годы возглавлял симфонический оркестр Радиоинформационного комитета.
С 1932 по 1938 и с 1938 по 1979 годы работал дирижёром в Азербайджанском государственном театре оперы и балета.
С 1949 по 1962 годы был руководителем оперного отделения Азербайджанской Государственной Консерватории. Имел звание доцента.
Ашраф Гасанов дирижировал в Азербайджанском Государственном театре оперы и балета. К его постановкам можно отнести такие оперы «Лейли и Меджнун», "Короглу" (Узеир Гаджибеков), "Ашуг-Гариб" (Зульфугар Гаджибеков), "Шахсенем" (Рейнгольд Глиэр), "Иван Сусанин" (Михаил Глинка), "Князь Игорь" (Александр Бородин), "Пиковая дама, "Евгений Онегин", "Иоланта" (Пётр Чайковский), "Снежная королева" (Николай Римский-Корсаков), "Русалка" (Александр Даргомыжский), "Алеко" (Сергей Рахманинов), "Травиата", "Аида" (Джузеппе Верди), «Кармен» (Жорж Бизе) и другие. Он также гастролировал в Грузия, Россия, Турция, Украина, Болгария, Германия, Чехия и других странах.
Ашраф Гасанов умер 9 августа 1983 года в Баку.

## Награды
- Звание «Народный артист Азербайджанской ССР» — 10 июня 1959 года
- Звание «Заслуженный деятель искусств Азербайджанской ССР» — 23 апреля 1940 года
- Орден «Знак Почёта» — 17 апреля 1938 года[5]
- Почётный грамота Президиума Верховного Совета Азербайджанской ССР — 23 января 1979 года[6]